# Teatro rinascimentale

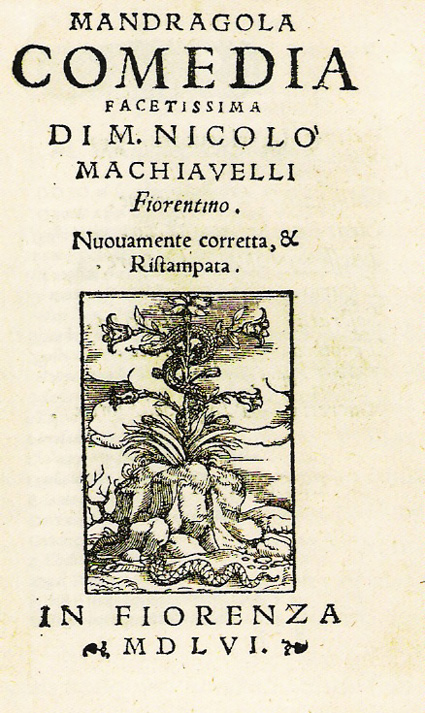
Frontespizio dell'edizione del 1556 della Mandragola di Niccolò Machiavelli

Il teatro rinascimentale è l'unione dei generi drammaturgici e delle diverse forme di rappresentazione teatrale scritti e praticati in Europa tra la fine del Medioevo e l'inizio dell'età moderna.
In questo periodo si assiste ad un fenomeno di rinascita del teatro, preparata dalla lunga tradizione teatrale medioevale che si era manifestata nelle corti, nelle piazze e nelle università in molteplici forme, dalla sacra rappresentazione fino alle commedie colte quattrocentesche.

## Il teatro rinascimentale in Italia
Il Rinascimento fu l'età dell'oro della commedia italiana, anche grazie al recupero e alla traduzione nelle diverse lingue volgari, da parte degli umanisti di numerosi testi classici greci e latini (sia testi teatrali come le commedie di Plauto e Terenzio e le tragedie di Seneca che opere teoriche come la Poetica di Aristotele, tradotta per la prima volta in latino dall'umanista Giorgio Valla nel 1498).
La rinascita della cosiddetta "commedia all'antica" avvenne in primo luogo a Ferrara, grazie all'interessamento del duca Ercole I d'Este, promotore di numerosi volgarizzamenti di Plauto e Terenzio. Il 25 gennaio del 1486 ebbe luogo la prima rappresentazione teatrale dei Menecmi (volgarizzata in Menechini): momento cruciale che segna l'inizio del teatro classico in Italia. Nel 1487 fu rappresentata la Fabula di Cefalo di Niccolò da Correggio, uno dei primi drammi originali del Quattrocento.

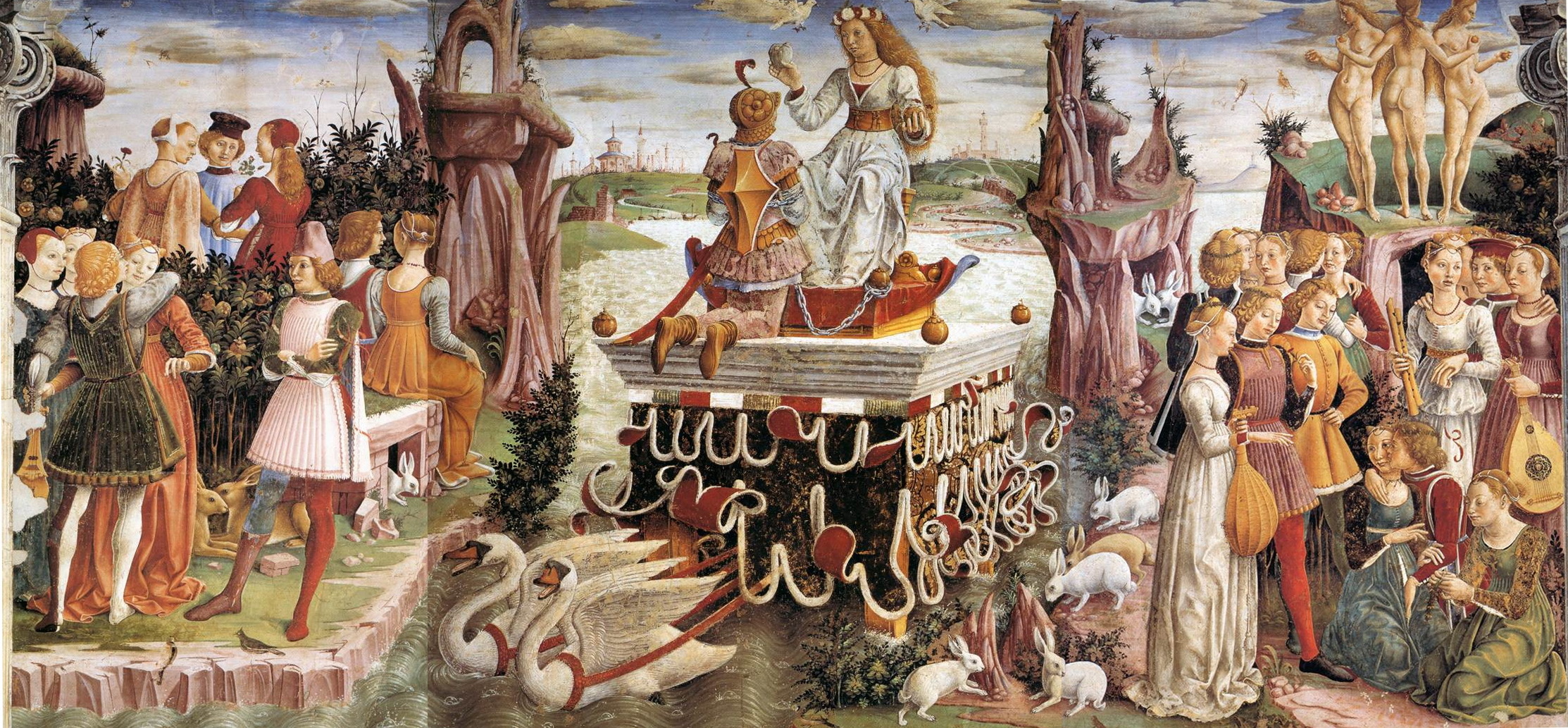
Palazzo Schifanoia, Trionfo di Venere. Nelle parti laterali dell'affresco sono presenti musici.

La politica matrimoniale di Ercole I ebbe poi l'effetto di irradiare il modello teatrale ferrarese nelle altre corti padane. Grazie all'influenza della figlia Beatrice, splendida fautrice della rinascita del teatro milanese, Ludovico Sforza si convinse a costruire il primo teatro a Milano, dopo aver assistito a una rappresentazione in Ferrara. Nello stesso anno, 1493, il duca Ercole gli si recava in visita accompagnato da una squadra di attori, fra cui il giovanissimo Ludovico Ariosto.
I generi sviluppati e proposti furono la commedia, la tragedia, il dramma pastorale e, soltanto in seguito, il melodramma, i quali ebbero una notevole influenza sul teatro europeo del secolo. Ma si continuò anche nella tradizione medievale della Sacra rappresentazione che ebbe numerosi esponenti anche nel corso del Rinascimento.

### La commedia
Uno dei commediografi più rappresentativi del teatro rinascimentale è stato Niccolò Machiavelli; il segretario fiorentino aveva scritto una delle commedie più importanti di questo periodo, La mandragola (1518), caratterizzata da una carica espressiva e da una linfa inventiva difficilmente eguagliate in seguito, ispirata da riferimenti satirici alla realtà quotidiana dei personaggi e non più necessariamente legati ai tipi della tradizione classica.
Il cardinale Bernardo Dovizi da Bibbiena scrisse un'unica ma interessante commedia esemplare del gusto del periodo: La Calandria (1513), la prima in assoluto (secondo il prologo attribuito a Baldassarre Castiglione) scritta in italiano che non derivasse da un precedente testo greco o latino. Fra i molti che si cimentarono in composizioni di testi teatrali si possono citare gli eruditi Donato Giannotti (Il Vecchio Amoroso del 1536), Annibal Caro (Gli straccioni del 1543) e il nobile senese Alessandro Piccolomini (Amor costante del 1536).

### Firenze
Fra i primi commediografi molti erano fiorentini, a partire da Agnolo Poliziano con l'L'Orfeo (1480), una commedia di stampo pastoral-mitologico. Ma nel secolo successivo si affermarono dei veri professionisti della commedia come Anton Francesco Grazzini detto Il Lasca, Giovan Battista Cini, Giovan Battista Gelli, Giovanni Maria Cecchi, Benedetto Varchi e Raffaello Borghini nonché il giovane Lorenzino de' Medici che scrisse un'unica commedia L'Aridosia (1536) prima di essere assassinato dai sicari del Granduca Cosimo come tirannicida per l'uccisione del cugino il duca Alessandro.

### Commedie nelle corti italiane
Un posto particolare occupano Pietro Aretino, Ludovico Ariosto e Ruzante, che furono tutti intellettuali al servizio delle corti. Per quella estense di Ferrara, Ariosto, oltre Orlando furioso, scriverà delle divertenti commedie d'origine plautina come Cassaria (1508) e La Lena (1528).

### La Roma dei papi
Nella Roma di Leone X imperverserà Pietro Aretino con le sue pasquinate ma anche con commedie come La cortigiana (1525), nella quale trasgredirà molte convenzioni linguistiche e sceniche.

A Roma il teatro venne riscoperto e, per la prima volta, avallato dai papi, che intuiscono la possibilità di strumentalizzarlo a fini politici. Il teatro rinascimentale a Roma non ebbe rappresentanti al pari delle altre corti italiane, con l'unica eccezione di Francesco Belo che scrisse Il pedante (1529) e il già citato Annibal Caro (originario però di Civitanova Marche, ma da sempre a Roma al servizio dei Farnese).
Curiosità. Tra le pochissime piece che hanno per scenario la Roma dei Papi, anzi, ad essere precisi, la Roma del Giubileo del 1525, da segnalare la più importante commedia del Rinascimento teatrale croato e slavo in generale: “Dundo Maroje” (Padron o Zio Maro), scritta nel 1550 dal raguseo Marin Držić, detto anche Marino Darsa (1508-1567).

### Farsa cavaiola
La farsa cavaiola fu un fortunato genere letterario dialettale, partecipe dell'«ultima grande stagione del teatro comico cinquecentesco [...] quella fiorita in, e attorno, a Napoli», legato soprattutto al nome di Vincenzo Braca. Il genere dovette conoscere una notevole fioritura tra la fine del XV e il XVI secolo, ma di questa cospicua produzione, su un arco di un secolo e mezzo, è sopravvissuto ben poco.
Il genere è incentrato sull'archetipo farsesco del cavaiuolo, ovvero un ignorante e stolto villico cavese (ossia un abitante della città di Cava), immaginato dai cittadini salernitani nella rozzezza del suo dialetto, e nei suoi tratti più grossolani e caricaturali: esempi ne sono la Farza de lo Mastro de scola e la Farza de la Maestra di Vincenzo Braca, in cui il carattere del cavaiolo diviene l'archetipo del tipico «popolano sciocco».
Tra le farse sopravvissute, le sole che precedono Vincenzo Braca sono il "Cartello di sfida cavajola" e la "Ricevuta dell'Imperatore", risalenti all'inizio del XVI secolo, entrambe di autori rimasti anonimi.
La Ricevuta dell'Imperatore (anonima, ma per alcuni ascrivibile al Braca) è la più antica tra le farse cavaiole, si riferisce burlescamente all'accoglienza ricevuta a Cava da Carlo V, che vi passò tornando da Tunisi nel 1535.
L'unica edizione teatrale professionale delle farse cavajole in epoca contemporanea è quella prodotta dal Centro studi sul Teatro Medioevale e Rinascimentale, diretto da Federico Doglio, che andò in scena al Teatro Valle di Roma nel 1986 con l'adattamento e la regia di Giuseppe Rocca.

#### La farsa cavaiola nel contesto letterario rinascimentale
La 'farsa cavaiola' fu uno dei «momenti capitali della storia della farsa nell'Italia rinascimentale», a fianco dell'insorgenza di altre manifestazioni letterarie come il senese Strascino, al secolo Niccolò Campani, (anteriore alla Congrega dei Rozzi), la commedia veneziana dei buffoni Zuan Polo e Domenico Tajacalze, e i mariazzi padovani del Ruzante.
In precedenza anche Andrea Calmo fu un frequentatore del genere mariazzo tanto che la sua commediaLa Rhodiana fu attribuita al Ruzante fino in tempi recenti.
Rispetto a queste altre manifestazioni, tuttavia, nonostante la vivace espressività linguistica, l'opera del Braca, si presenta con inflessioni sostanzialmente macchietistiche, di portata più locale e campanilistico. La minore ampiezza dell'orizzonte satirico, ad esempio, non consente a Vincenzo Braca di accedere ai livelli di incisività raggiunti dal Ruzante.

### Repubblica di Venezia - Commedie in lingua veneta

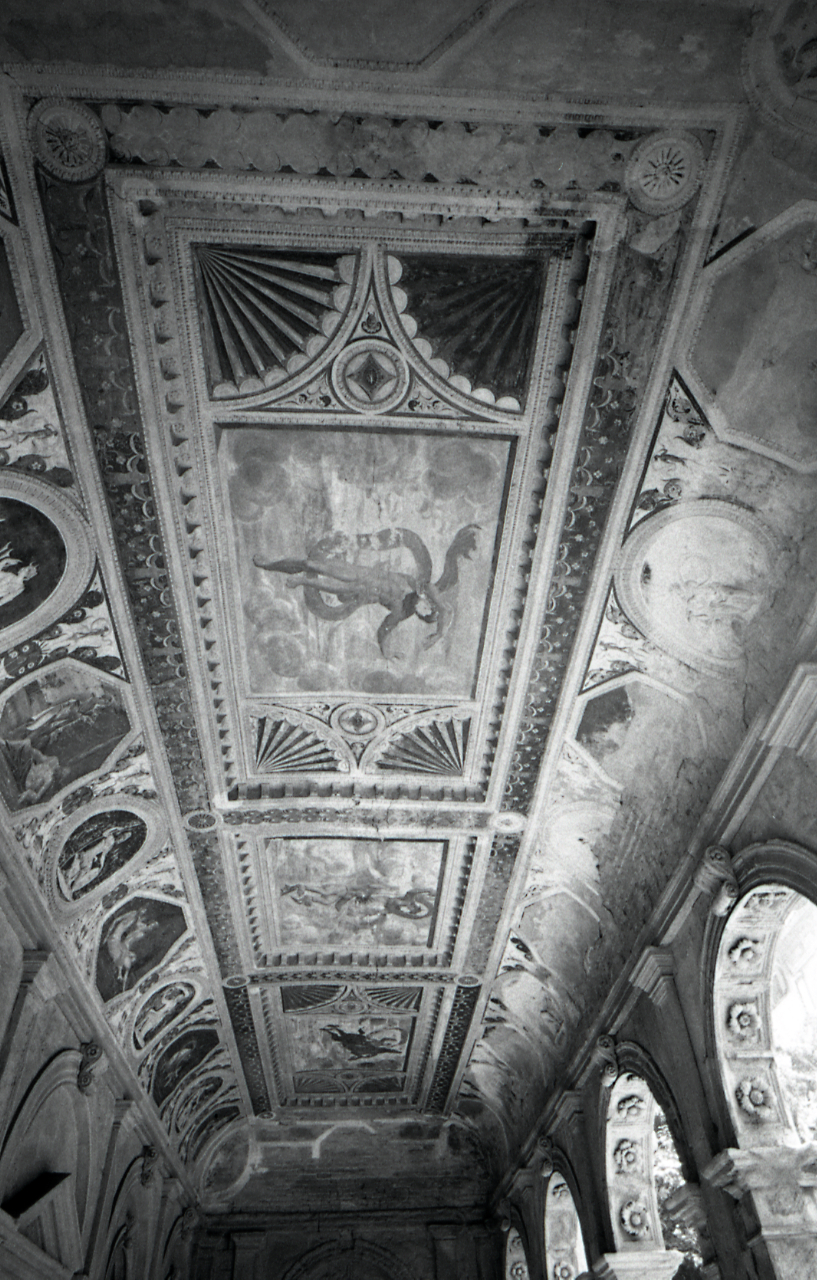
Il soffitto affrescato della Loggia Cornaro, foto di Paolo Monti, 1967. Fondo Paolo Monti, BEIC

Un caso a parte è rappresentato dalla figura e l'opera di Angelo Beolco detto il Ruzante dal nome del contadino padovano protagonista delle sue opere. La particolarità del teatro di Ruzante, anticipata di qualche anno dall'opera di Andrea Calmo, era quella di introdurre nel teatro italiano, che sino ad allora aveva usato il volgare fiorentino, l'uso del dialetto. Ruzante lavorava alla corte padovana di Alvise Cornaro il quale fece costruire un'apposita scenografia nella sua villa di Padova che fu detta la Loggia del Falconetto dal nome dell'architetto Giovanni Maria Falconetto che la ideò, spazio atto alla rappresentazione delle commedie ruzantiane come la Betìa (1525) e l'Anconitana (1535) per citare le più famose fra le commedie di Beolco.
Del 1535-1537 è una commedia esemplare in dialetto veneziano, con un titolo inequivocabile: La Venexiana che pure se di autore anonimo dimostra la maturità del teatro della città di Venezia, fino ad allora legata ad autori della terraferma.
Nel caso di Ruzante il dialetto con il quale si esprimeva la sua drammaturgia era il padovano cinquecentesco delle campagne venete: le sonorità onomatopeiche della difficile lingua furono di ispirazione, a distanza di molti secoli, per artisti contemporanei come Dario Fo, che trasse ispirazione appunto dalla lingua di Ruzante per il suo grammelot.
Il teatro in dialetto cominciò a svilupparsi in questo periodo con la Commedia dell'Arte, le sue maschere, come il bergamasco Arlecchino (che poi assumerà come lingua il veneziano), il napoletano Pulcinella con le sue invenzioni mimiche e gestuali e il vecchio mercante veneziano Pantalone fra i più famosi. Altri frequentatori del teatro veneto-padano furono il piacentino Girolamo Parabosco e Ludovico Dolce che scrisse due commedie e due tragedie.

### La svolta della commedia
La commedia cinquecentesca subì una svolta nel 1582, quando a Parigi venne pubblicato il Candelaio, di Giordano Bruno ricco di caratteristiche anomale e trasgressive.
Il nobile perugino Sforza Oddi (1540-1611) con le sue commedie: L'Erofilomachia ovvero il duello d'Amore e d'Amicitia (1572), I Morti vivi (1580), e La Prigione d'amore (1580), ci offre il panorama della contaminazione fra il teatro tardo cinquecentesco e quello dei professionisti che si sta affermando anche presso le corti italiane e francesi, l'intreccio è così palese che nei suoi testi ci sono già dei personaggi ormai consueti per il pubblico della Commedia dell'arte come gli Zanni e i Capitani spacconi.
L'apparizione, nel teatro dei nobili dilettanti, delle maschere della Commedia dell'arte, che ha in Sforza Oddi un precursore, diventerà un vero e proprio genere detto Commedia ridicolosa e nel Seicento-Settecento avrà anche una vasta platea nei teatri gestiti dalle Accademie.

### La tragedia e il dramma pastorale

Frontespizio della Rosmunda di Giovanni Rucellai

Nel Rinascimento anche il teatro tragico trovò un suo spazio; i rappresentanti più importanti della tragedia rinascimentale furono il conte Gian Giorgio Trissino, autore di Sofonisba (1514) e Giambattista Giraldi Cinzio autore, tra le altre, della tragedia Orbecche (1541). Anche Torquato Tasso compose tragedie di carattere mitico ed epico-pastorale, genere a metà strada fra la tragedia e la commedia.  Il Dramma pastorale stesso ebbe un'origine classica in quanto ispirato alle Bucoliche di Virgilio. I più rappresentativi drammi pastorali di questo periodo, di sapore molto arcadico, furono Il pastor fido (1590) di Giovan Battista Guarini e la Filli di Sciro di Guidubaldo Bonarelli. Anche l'Aminta (1573) di Torquato Tasso è considerato un capolavoro di questa tipologia pastorale, non solo per la fortuna editoriale e teatrale ottenuta, ma soprattutto per la notevole influenza sulla drammaturgia europea e sul melodramma seicentesco, ma la tragedia vera d'ispirazione senechiana del Tasso fu il Torrismondo (1587), d'ambientazione nordica.
Altri frequentatori della tragedia nel Rinascimento furono Giovanni Rucellai che scrisse le due tragedie: Rosmunda (1515) e Oreste e Sperone Speroni, autore della Canace (1542). Oltre che l'eclettico Aretino che compose una sola tragedia Orazia (1546), considerata una delle più esemplari del Rinascimento.

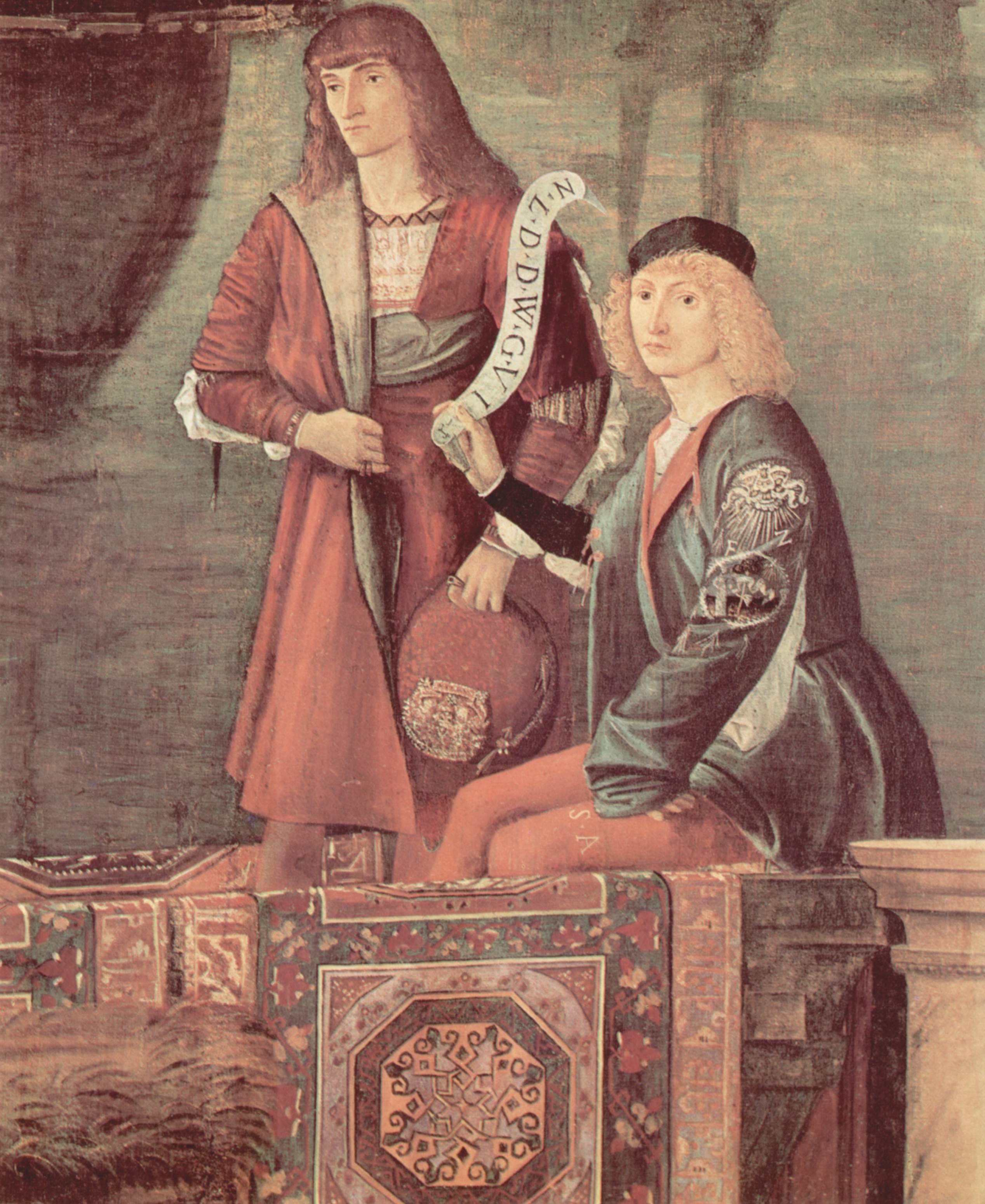
Vittore Carpaccio, Partenza dei fidanzati (particolare Due Compagni dei Fratelli Zardinieri)

### Nobili dilettanti e attori professionisti
Questi testi teatrali venivano rappresentati da giovani dilettanti, come le Compagnie della calza dei nobili veneziani per i quali lavorarono il Ruzante e l'Aretino, la Congrega dei Rozzi e l'Accademia degli Intronati di Siena, per la quale lavorò, fra gli altri, il citato Alessandro Piccolomini o le Confraternite fiorentine come la Compagnia del Vangelista oppure, sempre a Firenze, compagnie di nobili dilettanti, ad imitazione delle Compagnie della calza veneziane, come quella della Cazzuola e la Compagnia del Paiuolo. La professionalità dell'attore non era riconosciuta, sebbene la professione esistesse già dal tempo dei giocolieri di piazza e i buffoni di corte, ma si sviluppò, nel tempo con progressi notevoli dal punto di vista dell'arte drammatica e dell'interpretazione del testo, nonché dell'allestimento scenico, spesse volte a carico delle compagnie girovaghe che si affermeranno dalla metà del XVI secolo (la prima testimonianza di una compagnia di attori professionisti è citata in un atto notarile del 1545) fino a tutto il secolo successivo con la Commedia dell'arte.

### La sacra rappresentazione rinascimentale

Ricostruzione della scenografia dellAnnunciazione per San Felice in Piazza di Brunelleschi

Durante il Rinascimento la produzione di teatro sacro, che proveniva dalla sacra rappresentazione d'ascendenza medievale, non s'interruppe ma ebbe una fioritura importante che traghettò i temi religiosi anche nelle corti italiane fra il Quattrocento e il Cinquecento.
Anche se diffuso in tutta Europa questo genere si affermò principalmente a Firenze con la presenza di importanti autori come Feo Belcari e Lorenzo de' Medici nel Quattrocento e con Giovanni Maria Cecchi nel Cinquecento.
Nonostante ciò la maggioranza delle sacre rappresentazioni rinascimentali rimase in forma anonima come era nella consuetudine medievale. Così rimasero anonimi gli autori (o l'autore) dell'Ascensione, recitata nella Chiesa del Carmine di Firenze e quella dell'Annunciazione nella Chiesa fiorentina di San Felice in Piazza allestite per il Concilio di Firenze (1438-1439) e apparate da Filippo Brunelleschi nella sua inconsueta veste di scenografo, come testimoniato da Vasari nella Vita dello stesso architetto.
Queste rappresentazioni erano scritte per le Confraternite fiorentine dei giovani, la più celebre fu la Rappresentazione dei Santi Giovanni e Paolo scritta dal Magnifico nel 1491 per l'entrata del figlio Piero nella Compagnia del Vangelista e recitata nel cortile del Convento della Trinità Vecchia o Convento di San Giusto alle mura, diventato in seguito Teatro di Via dell'Acqua.
Per la stessa Compagnia il Cecchi, quasi ad un secolo di distanza nel 1589, scrisse L'Esaltazione della Croce; a testimonianza che anche alla fine del Rinascimento questo genere sacro era ancora vitale gradito dal popolo e dalla corte medicea.

### Il mimo
Se da una parte la nascita della commedia rinascimentale permise lo svilupparsi di una forma autonoma di prosa teatrale, dall'altra la tradizione dei giullari e dei guitti non andò perduta, permettendone la perpetrazione grazie ai buffoni di corte e ai mimi. I loro lavori non si ispiravano in alcun modo alla tradizione latina, distaccandosi così dalle forme di spettacolo coeve e presentando moduli che in parte confluiranno nella Commedia dell'Arte. È tuttavia errato considerare le buffonate e le burlesche come il contraltare della letteratura teatrale colta: i temi dei giullari e dei mimi del Quattrocento sono gli stessi dei loro antenati, incastrati in una sceneggiatura modesta e breve, nella quale i temi della città si confrontano con quelli del villano, che diviene punto di riferimento della burla e del beffeggio.

### Il teatro ebraico a Mantova
Una particolarità del teatro rinascimentale fu la presenza di una figura come quella del mantovano Leone de' Sommi, di religione israelita condusse, per conto del duca di Mantova, il teatro della Compagnia degli ebrei dal 1579 al 1587, componendo egli stesso un dramma, intitolato  Magen Nashìm, che provocò scandalo tra i rabbini italiani del Cinquecento, che gli imputavano di aver usato la lingua degli antenati per il divertimento di principi gentili (ovvero non ebrei).
Dopo la Controriforma questo tipo di contaminazioni non saranno più possibili.

### La nascita del melodramma

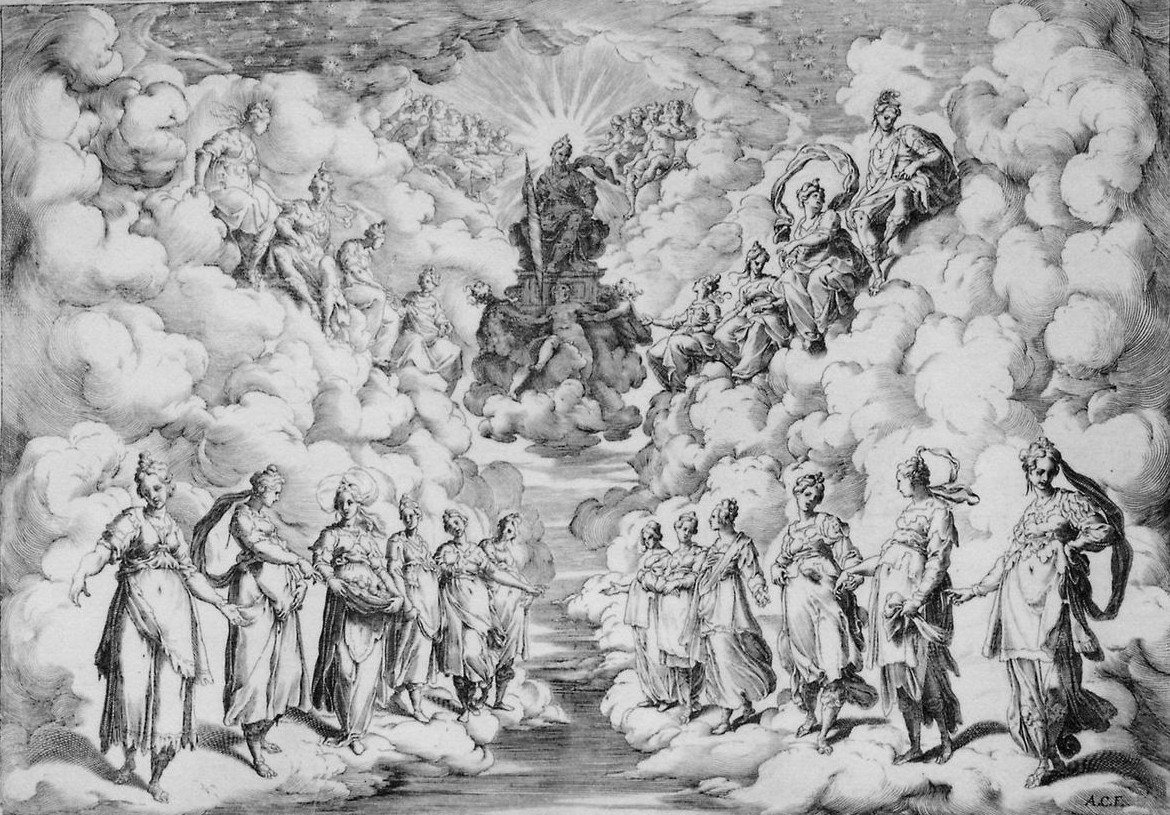
Bernardo Buontalenti scenografia di un Intermezzo de La Pellegrina (1589)

Sempre nel corso del Cinquecento si fecero i primi esperimenti che avrebbero condotto alla nascita del genere più rivoluzionario del teatro italiano: il melodramma.
Nel palazzo fiorentino di Giovanni de' Bardi si riunì un gruppo d'intellettuali che prese il nome di Camerata dei Bardi. Cercando di riesumare l'antica tipologia del recitar cantando attribuita al teatro greco classico, fecero nascere quello stile che poi si affermerà nel corso dei secoli successivi grazie al genio di autori del calibro di Claudio Monteverdi, Metastasio fino alla grande opera ottocentesca di Giuseppe Verdi e Giacomo Puccini.
I primi sperimentatori della camerata fiorentina, nata intorno al 1573, erano Jacopo Peri, Giulio Caccini, Vincenzo Galilei (padre di Galileo), Emilio de' Cavalieri, Jacopo Corsi e i poeti Ottavio Rinuccini e Gabriello Chiabrera che scrissero i primi libretti.
Nel 1589, con la messinscena, al Teatro degli Uffizi di Firenze, della commedia La Pellegrina del senese Girolamo Bargagli, i membri della Camerata furono chiamati a musicare gli Intermezzi della commedia che furono le prime applicazioni pratiche della teoria musicale del recitar-cantando e la nascita del melodramma. Gli Intermezzi della Pellegrina ebbero vasta risonanza per l'apparato costruito dall'architetto-pittore-scenografo Bernardo Buontalenti che anticipò con questa opera le grandi e complesse scenografie del teatro barocco italiano.

## I nuovi spazi recitativi

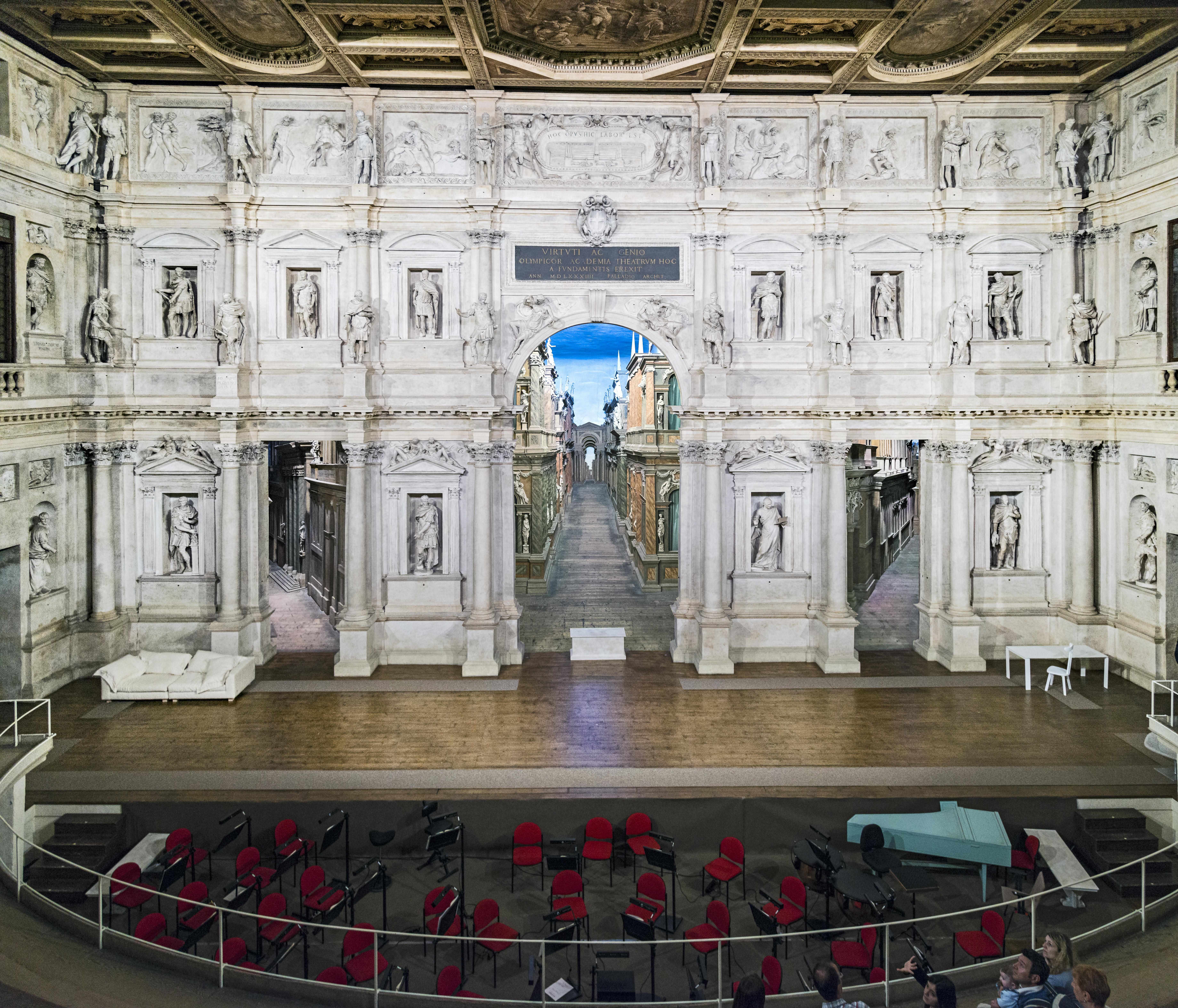
Proscenio del Teatro Olimpico di Vicenza

All'inizio del XVI secolo le rappresentazioni avvenivano in luoghi privati come giardini, cortili di conventi e saloni dei palazzi addobbati per le rappresentazioni come nel caso del Salone dei Cinquecento nel Palazzo della Signoria a Firenze adattato a teatro dal Vasari. Con la rimessa in scena dei testi greco-latini si cominciò a costruire degli spazi atti a contenere scenografie, alle volte anche molto complesse: in questo periodo vennero costruiti nuovi spazi teatrali, a cominciare dalla Loggia del Falconetto di Padova. Ma l'esempio più eclatante dell'applicazione scenografica rinascimentale fu l'accademico Teatro Olimpico di Andrea Palladio, a Vicenza, che ancora oggi conserva la scenografia originale cinquecentesca di Vincenzo Scamozzi dell'Edipo re di Sofocle, opera con la quale fu inaugurato il teatro nel 1585. In seguito, nel 1588, allo stesso Scamozzi, Vespasiano Gonzaga affidò la costruzione di un altro teatro per il Palazzo Ducale di Sabbioneta che prese il nome di Teatro all'Antica.

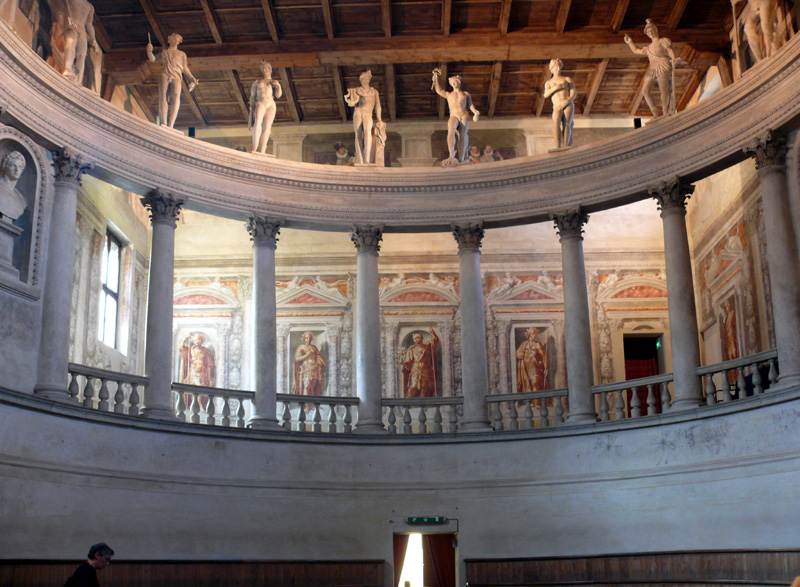
Teatro all'Antica di Sabbioneta

A Roma grazie all'attivismo di Pomponio Leto, atto a far riscoprire il teatro latino, il Foro e Castel Sant'Angelo divennero luoghi deputati per le rappresentazioni, solitamente effettuate durante le feste e le celebrazioni; proprio a Castel Sant'Angelo sussiste un cortile a forma di teatro usato ai tempi di Alessandro VI e dell'ancor più gaudente Leone X.
La riscoperta e valorizzazione degli antichi classici da parte degli umanisti permise lo studio delle opere concernenti il teatro non solo dal punto di vista drammaturgico (nel 1425 Nicolò di Cusa scoprì, ad esempio, nove commedie plautine) ma anche dal punto di vista architettonico: architetti, pittori e trattatisti come Sebastiano Serlio che adattò al teatro del Cinquecento i modelli classici greco-romani delle scenografie: comica, tragica e pastorale, tripartizione che fu rispettata nelle opere del teatro del Rinascimento.
Le scenografie complesse ebbero in Girolamo Genga, Baldassarre Peruzzi e Pellegrino da Udine (in ambito ferrarese) i suoi migliori rappresentanti. Mentre i trattatisti come Leon Battista Alberti e lo stesso Serlio cercarono ispirazione in Vitruvio negli aspetti teatrali del suo trattato sull'architettura romana
Le autorità ecclesiastiche e vari esponenti del mondo trassero ispirazione dallaControriforma e dagli autori patristici per elaborare un corpus normativo nei confronti delle compagnie teatrali itineranti. Il cardinal Borromeo, arcivescovo di Milano dalla seconda metà del XVI secolo, avversò il nomadismo delle compagnie teatrali, il contenuto volgare ed immorale delle rappresentazioni, così come anche le rappresentazioni sacre della Passione di Cristo e delle Vite dei Santi, diffuse nel Medioevo, ma ormai contaminate da elementi profani.

Proprio Milano furono loro concessi in affitto i primi locali per le loro pubbliche esibizioni, costituendo la premessa dei teatri cittadini del '700 di una loro stabilizzazione geografica e di genere artistico.
Una nuova tipologia di teatri s'affermò alla fine del XVI secolo: i teatri privati a pagamento, aperti ad ogni classe sociale e non più esclusivo divertimento dell'aristocrazia. A Venezia, più che altrove, iniziò questa imprenditoria, ma che si affermerà nel secolo successivo con la lunga stagione della commedia dell'Arte. Il diffondersi di questi teatri anche nel resto d'Italia fece in modo che nascessero delle apposite Accademie nate per gestire questi nuovi spazi teatrali, non più ad uso esclusivo delle corti.

## Il teatro rinascimentale in Gran Bretagna

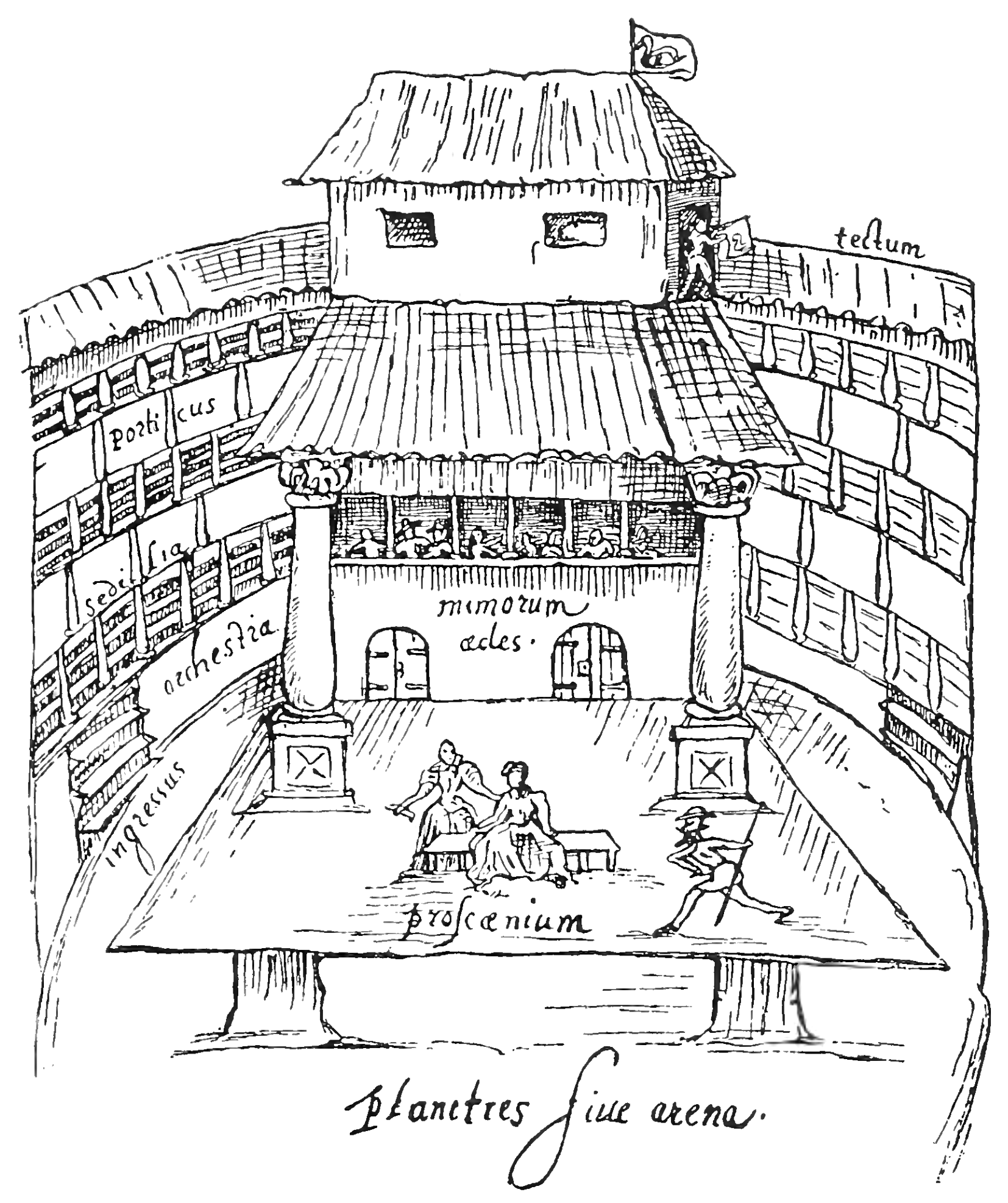
Lo Swan Theatre di Londra del 1596

Nel periodo che va dalla fine del XV secolo alla metà di quello successivo, coincidente con lo sviluppo del Rinascimento inglese, ebbero vasta risonanza gli interludi, forme drammatiche di intrattenimento agite alle corti dei nobili di derivazione dalle moralities ma di argomento non religioso: al contrario delle moralità classiche, il ruolo del protagonista era del signore che ospitava lo spettacolo, e che lo vedeva non alla ricerca della salvezza eterna dell'anima, bensì della felicità terrena, discostandosi così enormemente dalle finalità del teatro religioso. Non di rado in essi era contenuta una propaganda politica: poiché prendevano spunto dalla contemporaneità, accadeva che l'autore prendesse posizione nei confronti di un accadimento come nel King John di John Bale, nel quale l'autore dichiarava la tesi dell'omicidio di Giovanni Senzaterra da parte dell'arcivescovo di Canterbury. Nella drammaturgia degli interludi vi è inoltre la possibilità di scorgervi elementi di derivazione classica, soprattutto degli autori latini e della novellistica italiana, che rimarrà un punto di riferimento anche per la produzione drammatica successiva.
La presentazione scenica degli interludi era caratterizzata dal dialogo di più attori con un accompagnamento musicale composto sovente da piffero e tamburino. Degli interludi possediamo circa 80 frammenti di copioni che coprono un arco temporale che va dal 1466 al 1576. Tra i maggiori autori del genere vanno ricordati innanzitutto John Heywood, John Rastell, Henry Medwall, John Redford, Nicholas Udall. Proprio Udall viene ricordato come l'autore della prima commedia in lingua inglese: si trattava del Ralph Roister Doister del 1535, una versione modificata del Miles Gloriosus di Plauto.
Gli interludi, per il loro carattere politicizzato e colto, erano indirizzati ad un pubblico ben preciso: sullo stesso stile, ma di argomento comico e leggero, si inserivano le farse, rappresentate nelle piazze per il popolo.
Di derivazione medievale fu il masque, genere teatrale nato in principio da un carnascialesco corteo di maschere che, accompagnate da musica, allietavano le serate dei nobili e trasformato poi in una vera e propria opera teatrale anni dopo da Ben Jonson, che vi costruì impianti drammaturgici tali da renderlo celebre autore di tali spettacoli.

## Teatro rinascimentale iberico

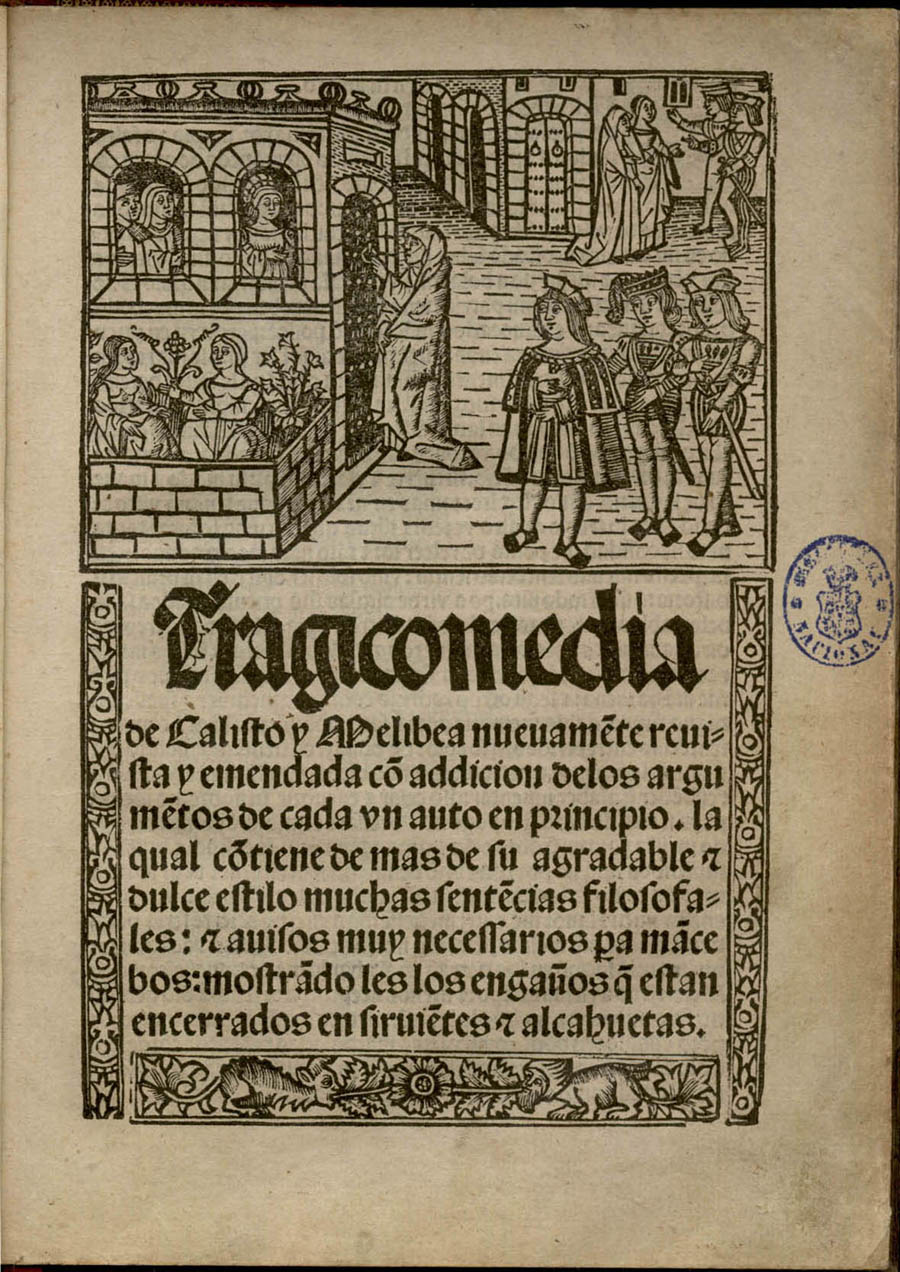
Fernando de Rojas, La Celestina

Anche in Spagna e in Portogallo il teatro tra la fine del Quattrocento e l'inizio del secolo successivo, prende una nuova strada e si stacca da quello delle Rappresentazioni sacre di stampo medievale, pur rimanendo il soggetto sacro il principale argomento dei drammaturghi iberici anche in questo periodo. Il personaggio più importante di questo genere fu Margherita di Navarra (1492-1549) che continuò in pieno XVI l'esperienza del teatro dei misteri.
Anche in Spagna fu importante la riscoperta dei testi della Commedia latina. Fra i più importanti autori di questo periodo:
Juan del Encina, Lope de Rueda, Juan de la Cueva, Juan de Timoneda e Luis Fernández.
Per il Portogallo due sono i nomi che si debbono fare: quello di Gil Vicente e António Ferreira. Quest'ultimo scrisse la tragedia più importante, in lingua lusitana, di questo periodo: Ines de Castro.
Per la maturazione del teatro furono molto importanti anche gli spazi scenici, che dai classici apparati viari e l'interno delle chiese, passarono ad avere una propria conformazione, degli spazi all'interno dei palazzi nobiliari e le università.
Nacque il cosiddetto Teatro de salon, spazi interni e non più esterni e ad esclusivo uso dei nobili. Mentre alla metà del Cinquecento nacquero i corrales, spazi scenici aperti anche al pubblico popolare previo pagamento di un biglietto.
Se la commedia ebbe la sua maturazione passando per il teatro classico antico, altre opere si rifacevano invece ai miti della storia della Spagna. Questa fu una delle differenze più importanti fra il teatro spagnolo del Rinascimento e quello delle altre nazioni europee.
Fra gli scrittori di teatro più importanti di questo genere spicca la figura di Juan de la Cueva che al tramonto del XVI secolo scrisse, fra gli altri, i drammi storici: I sette Infanti de Lara (1579) e La morte del re Don Sancho (1588). Ma il vero iniziatore del teatro rinascimentale fu Lope de Rueda. De Rueda fu influenzato dallo stile italiano, avendo assistito a loro rappresentazioni presso la corte spagnola. Fu il primo che inserì la lingua naturale e i suoi soggetti per primi si distaccarono, per originalità, dai modelli greco-latini, inserendo squarci di vita popolare. Fece, in un certo senso, lo stesso percorso di Nicolò Machiavelli con La mandragola. Juan de Rueda scrisse pastorali, cinque commedie e alcuni intermezzi scenici che l'imposero come uno dei più importanti uomini di teatro spagnoli prima del Siglo de Oro.
Infatti durante il Seicento s'affermarono i più conosciuti Lope de Vega, Pedro Calderón de la Barca e altri, che metteranno in secondo piano, per celebrità a livello europeo, gli autori del Rinascimento.
Fra gli autori del trapasso, tardivo rispetto all'Italia, fra il teatro medievale e rinascimentale il più importante fu sicuramente Fernando de Rojas. La sua tragicommedia La Celestina, del 1499 è forse il primo testo esemplare del teatro rinascimentale.
Il vero iniziatore del teatro del Rinascimento fu però Bartolomé Torres Naharro. La sua lunga permanenza in Italia, lo mise in contatto, soprattutto durante il suo soggiorno romano, e dopo il 1517 napoletano, con le novità italiane, dalle quali trasse spunto per le sue opere (ancora in rima) in castigliano. Molte sue commedie hanno anche un'ambientazone italiana, ma la sua influenza sul teatro della sua patria fu importante ma non ancora completamente riconosciuta.

## Teatro rinascimentale francese

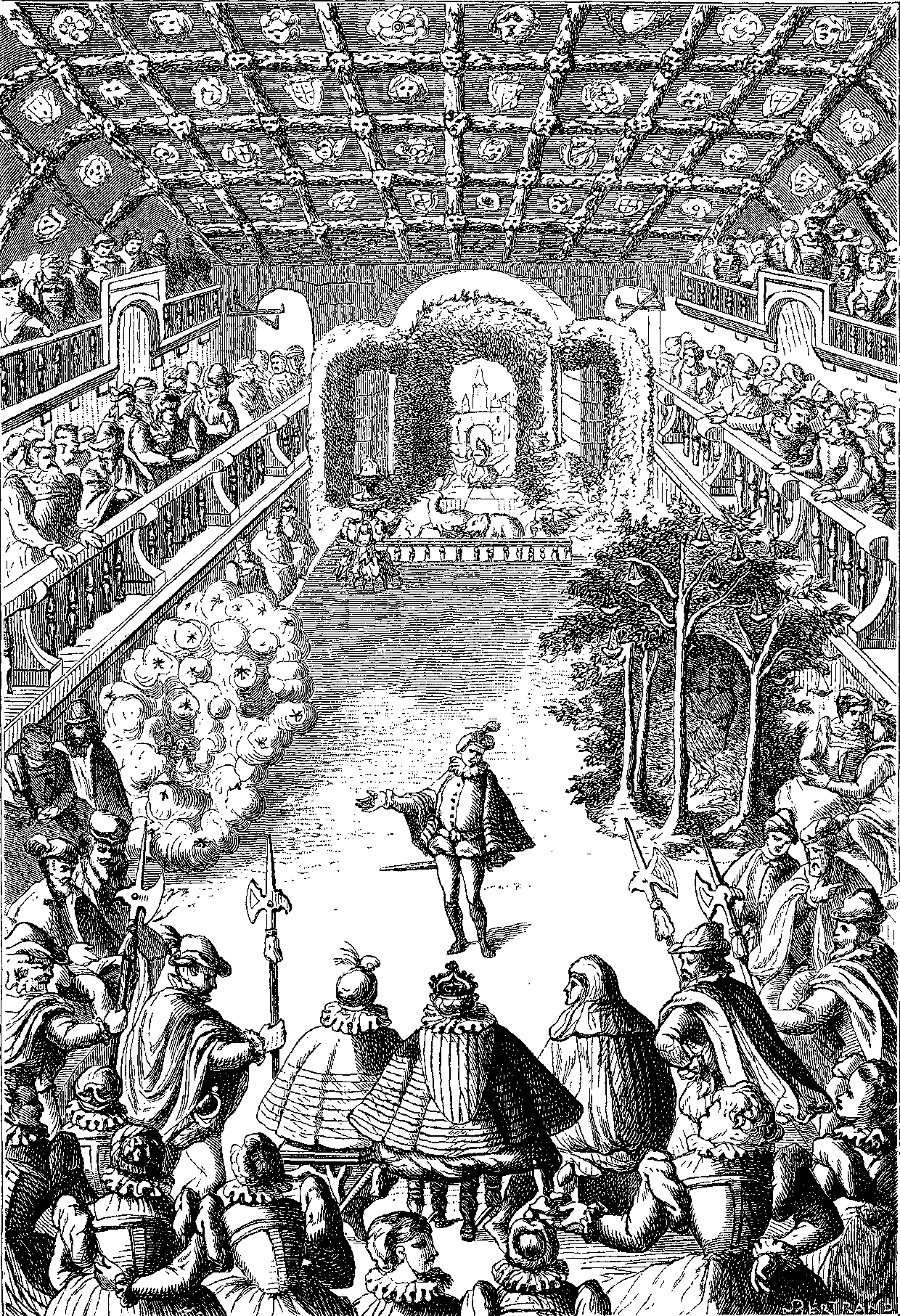
Balletto di corte a Parigi

Il teatro del Rinascimento fuori dall'Italia, patisce un certo ritardo. Sia in Francia che in Gran Bretagna, l'eredità del teatro medievale di stampo sacro, è più importante e diffuso che altrove.
In Francia la fama degli autori rinascimentali viene poi completamente oscurata dai tragediografi barocchi come Jean Racine e Pierre Corneille, e la commedia di stampo italianeggiante di Molière, alunno del celebre comico dell'arte Tiberio Fiorilli creatore della famosa maschera Scaramouche (o Scaramuccia).
Il teatro rinascimentale francese, come negli altri paesi europei, riceve una spinta importante dalla riscoperta, e la relativa diffusione, dei testi classici d'origine greco-romana. Infatti, molte di queste commedie provengono direttamente da opere di Plauto e Terenzio tradotte, più o meno fedelmente, in francese.
Fra queste è abbastanza esplicativo il caso di Jean Antoine de Baïf e le sue commedie: L'Eunuque dall'Eunuchus di Terenzio e Le Brave, traduzione del plautino Miles gloriosus.
Lo stesso autore scrisse anche la tragedia Antigone, ovviamente ispirata all'omonimo testo sofocleo.
In Francia la tragedia e la commedia convivono. Molti tragediografi di questo periodo sono anche commediografi, come è il caso di Jean de La Taille che scrisse molte tragedie importanti come: Saül le furieux, Daire e Alexandre. Contemporaneamente scrisse anche due divertenti commedie come: Les Corrivaux e Le Négromant.
Una variante importante che distingue la situazione francese, rispetto ad altri paesi come la Spagna o l'Italia, è quella delle guerre di religione, che influenzarono, non poco, anche l'ambiente teatrale. Le scelte di molti autori rispecchiano nei testi il clima politico e religioso dell'epoca. Ad esempio le tragedie spesso riflettono le paure di un mondo in conflitto e in piena crisi.
Ma anche nella commedia non si sfugge al tentativo di fare allusione alla realtà fino ad arrivare a testi, come L'Eugène di Étienne Jodelle che diventa un vero e proprio testo di propaganda politico-religiosa.
Fra gli autori più prolifici del Rinascimento in Francia, vanno citati almeno: Jacques Grévin, anche lui tragico e comico, Jean Heudon, Robert Garnier, Nicolas Filleul, Aymard de Veins, Jean Bastier de La Péruse oltre i già citati Jodelle, de La Taille e il de Baïf e altri minori.
In contemporanea nacque anche in questo periodo la forma spettacolare del balletto, importato dall'Italia dalle due regine di Francia della famiglia medicea: Caterina e Maria.
L'alba del Barocco, e i suoi giganti, oscurò completamente, o quasi, il teatro umanistico del Cinquecento.

## Il teatro del Rinascimento in area germanica

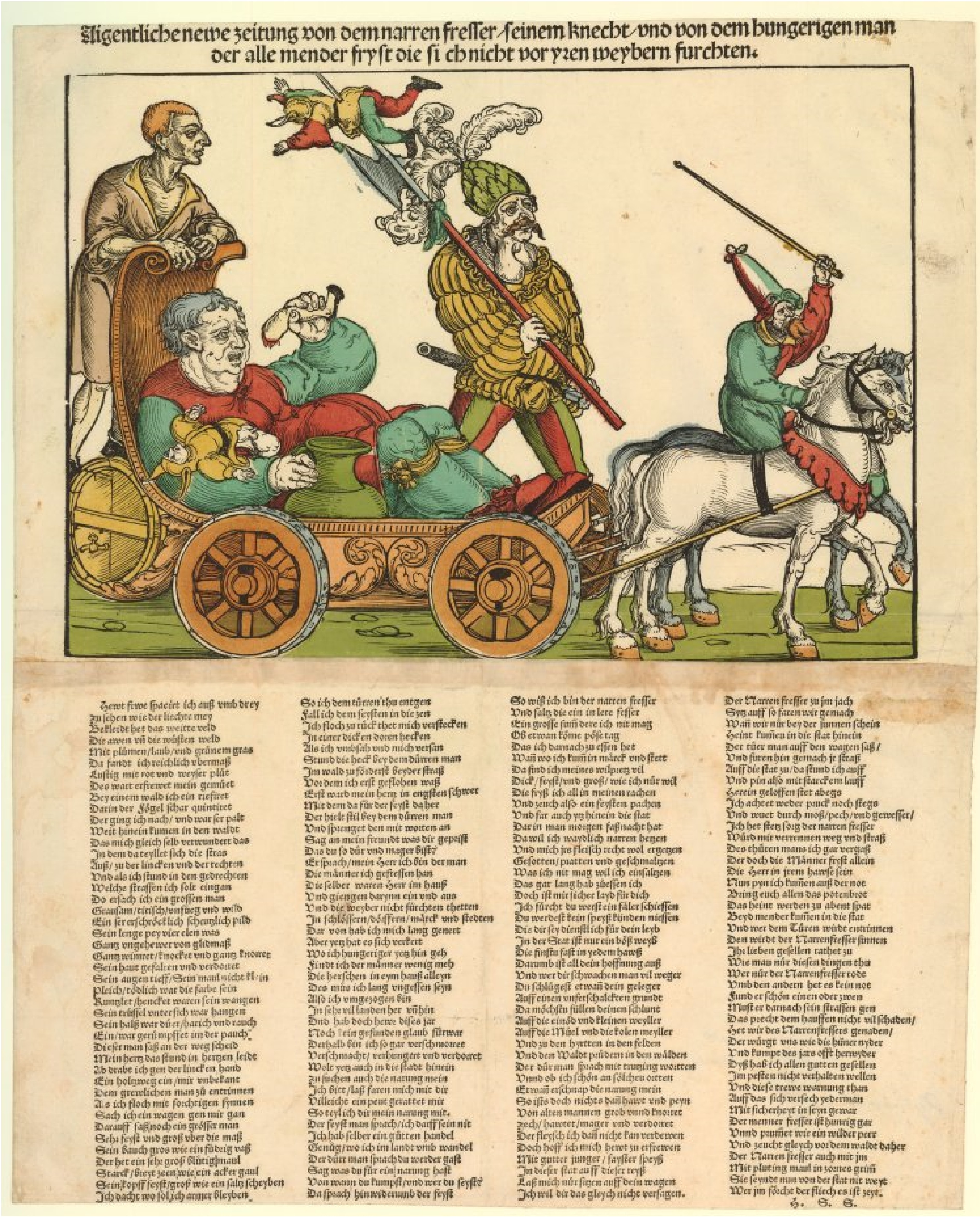
Carro carnascialesco incisione in un'opera di Hans Sachs

Il teatro tedesco, o di tutta l'area germanica, prende una strada diversa dal resto dell'Europa. Rispetto alla Francia e le sue guerre di religione, che dilaniavano il paese con riscontri anche nei testi teatrali, la Germania ne è assolutamente sconvolta. Così come ne sono sconvolti anche i paesi limitrofi agli Elettorati tedeschi: Austria, Svizzera, Boemia e Ungheria.
Ma non per questo gli autori teatrali ne risentirono più di tanto. Anche la Germania aveva una grossa eredità del teatro medievale e alle sue Sacre rappresentazioni, con l'arrivo della Riforma, si sostituì ben presto la farsa in volgare. L'importanza di questo aspetto laicizzante dell'arte rappresentativa e della poesia è fondamentale e ne fa una caratteristica precipua del teatro rinascimentale tedesco. Poteva capitare che quest'ultima fosse talvolta anche di stampo erotico ma rivista in senso sacro dallo stesso Lutero.
I canti ecclesiali cattolici, esclusivamente in lingua latina, vengono sostituiti da canti in volgare, tratti spesso da precedenti canti d'origine tutt'altro che religiosa. Il teatro tedesco accentua questa vena profana che era già stata diffusa dai Meistersinger (o Meistersänger) d'origine trecentesca. Da questa tradizione, e dentro la stessa, nasce il drammaturgo più importante del Quattrocento-Cinquecento: Hans Sachs (1494-1576).

### Hans Sachs
Hans Sachs giganteggia fra i suoi contemporanei, affidandosi anche ad un genere particolare presente solo in area tedesca: il Fastnachtspiel. Questa tipologia teatrale proviene dalle feste carnascialesche, già presente nel Medioevo lo si fa risalire addirittura a riti druidici d'origine celtica.
Il teatro greco-romano, riportato alla luce e riadattato dagli umanisti, ha un'influenza molto relativa in area germanica. Per questo motivo nel teatro del XVI secolo tedesco continua la tradizione della farsa di stampo popolareggiante. È così che si passa dalla danza, al mimo e finalmente a dei testi dialogici come quelli dei Fastnachtspiele. Hans Sachs ne scrisse ben 85. Altri rappresentanti del genere furono: Hans Rosenplüt, Hans Folz e Jörg Wickram.
Altri autori si rivolsero al teatro erudito come: Nicodemus Frischlin (1547-1590), Johannes Reuchlin (1455-1522) e Bartholomäus Ringwaldt (1530-1599) che scrisse un'interessante opera dal titolo Speculum Mundi nel 1592.

### La nascita di Hanswurst
All'interno di questa tipologia teatrale nasce una delle prime maschere della commedia in tedesco, quella di Hanswurst (ovvero Gian Salsiccia). Questo personaggio era stato tratto dal poemetto satirico Narrenschiff (La nave dei buffoni) di Sebastian Brant del 1519. Per la critica moderna questo personaggio era il corrispettivo dell'italiano Zanni, anche se il secondo nascerà con qualche decennio di ritardo rispetto ad Hanswurst.

### Svizzera
Sempre in tema di satira politico-religiosa bisogna segnalare la presenza del pittore-commediografo svizzero Niklaus Manuel. Anche se le sue opere sono per lo più commedie satiriche e di propaganda religiosa, quelle di Manuel possono essere considerate fra le migliori espressioni del teatro rinascimentale elvetico. L'ispirazione del drammaturgo di Berna viene dalla sua profonda amicizia con il riformatore Huldrych Zwingli.
Sempre nello stile delle Fastnachtspiele si situa l'opera di Pamphilus Gengenbach di Basilea, in particolare: Die zehn Alter der Weltdel 1515, Der Nolhart del 1517 e Die Gouchmatt der Buhler del 1521.

### Ungheria
In area ungherese fu basilare il mecenatismo di Mattia Corvino. Il re d'Ungheria aveva continui scambi con gli umanisti italiani, che nel Rinascimento venivano chiamati spesso nella corte di Buda. Questo ambiente così fervente di novità influenzò la società e le arti ungheresi e anche il maggior drammaturgo e poeta del periodo: Bálint Balassi (1554-1594), considerato l'iniziatore della letteratura in lingua magiara, soprattutto in ambito poetico, che rappresenta il suo impegno maggiore.
In ambiente ungherese non si deve sottovalutare le messinscena delle commedie di un autore italiano come Pandolfo Collenuccio che esportò il teatro erudito di stampo italiano in Ungheria. Sulla scia del teatro erudito spicca la figura del tragediografo Péter Bornemisza, che scrisse la Tragedia in lingua ungherese (Tragoedia magyar nyelven, az Sophocles Electrájából) nel 1520 che è una traduzione dell'Elettra di Sofocle.